# 標緻107
標緻107（Peugeot 107）是一款由法國標緻車廠所生產的迷你車（supermini），於2005年問世，以取代於2003年停產的106型號。
此型號乃標緻車廠與日本的豐田共同研發的出品，其外形是由豐田的Aygo型號演變而來。標緻107乃以四門轎車的形式面世，但在某些國家（如葡萄牙），則有兩門版本出售。

## 外部連結
- 標緻107英國官方網站 （页面存档备份，存于）
- 標緻107車主會(英國)